# Rogoźno
Rogoźno (udtale: [rɔˈɡɔʑnɔ])  er en by i den nordlige del af  voivodskabet Storpolen i  den vestlige centrale del af Polen. Byen   har 10.959(2021) indbyggere og et areal på 	11,24  km², og administrationsby i   powiatet Rogoźno.

## Historie
Rogoźno (tidligere tysk navn: Rogasen) går tilbage til en Lechitisk (proto-polsk) højborg fra det 8. og 9. århundrede. Dens navn er af middelalderlig gammelpolsk oprindelse og kommer fra ordet rogoża, en plantetype. Den ældste kendte omtale stammer fra 1192. Fra midten af 1100-tallet var det sæde for en kastellan og i 1280 blev det givet byrettigheder af Przemysł 2. Kong Przemysł 2. af Polen blev myrdet i eller nær Rogoźno i 1296. Ifølge en tradition blev han kidnappet, mens han opholdt sig i byen, men blev så hårdt såret i processen, at han ikke var i stand til at fortsætte rejsen, og blev dræbt af sine fangevogtere i Sierniki et par miles mod øst. Rogoźno var en kongeby i Polen, administrativt beliggende i Powiat Poznań  i Poznań voivodskab i Storpolen i Kongeriget Polen.
Byen blev annekteret af Kongeriget Preussen ved Polens anden deling i 1793. Efter den vellykkede Storpolske opstand i 1806 blev den genvundet af polakker og inkluderet i det kortvarige Hertugdømmet Warszawa. Det 10. polske infanteriregiment blev dannet i Rogoźno i 1806. I 1815 blev det genannekteret af Preussen, og fra 1871 var det også en del af Tyskland. Som Rogasen var byen underlagt germaniseringen. I 1906–1907 protesterede lokale polske skolebørn mod germaniseringen. I november 1918 genvandt Polen uafhængighed og den storpolske opstand (1918-19) brød ud, hvis mål var at genintegrere byen og regionen med den genfødte stat. Byen blev befriet af polske oprørere den 31. december 1918.

## Kultur og seværdigheder
Rogoźno huser flere kulturelle institutioner, herunder det regionale museum, der er indrettet i en klassicistisk bygning fra 1826-28. Byen har også flere historiske kirker, såsom  Helligåndskirken og St. Vitus kirke, som begge har rødder tilbage til middelalderen. 